# ای.ال. جیمز
اریکا میچل (متولد ۷ مارس ۱۹۶۳) که بیشتر با تخلص ای ال جیمز معروف است، نویسنده بریتانیایی رمان‌های رمانتیک و شهوانی سه تایی پنجاه سایه گری، پنجاه سایه تاریک تر و پنجاه سایه آزادی و نیز گری می‌باشد. این سه رمان روی هم در آمریکا بیش از ۳۵ میلیون نسخه و در سراسر جهان بیش از ۷۰ میلیون نسخه فروش داشت و در بریتانیا رکورد سریع‌ترین فروش کتاب کاغذی را زد. در سال ۲۰۱۲، مجله تایم نام جیمز را در لیست ۱۰۰ فرد بانفوذ دنیا قرار داد. این رمان‌ها به فیلم تبدیل شده‌اند.

## کودکی
جیمز به عنوان اریکا میچل در ۷ مارس ۱۹۶۳ از یک مادر شیلیایی و پدری اسکاتلندی متولد شد. پدرش عکاس بی‌بی‌سی بود.
او در باکینگهام شر بزرگ شد.
جیمز در مدرسه پایپرز کورنر و دبیرستان وایکامب تحصیل کرد. دبیرستان او، مدرسه ایالتی و دخترانه دستور زبان در شهر های وایکامب در باکینگهام شر بود. سپس به دانشگاه کنت در جنوب شرقی انگلستان رفت و در رشته تاریخ تحصیل کرد.

### تحصیلات
جیمز از دبیرستان وایکام فارغ‌التحصیل شد. این مدرسه دخترانه گرامر در شهر های وایکام در باکینگهام شر در جنوب شرقی انگلستان است. او سپس به دانشگاه کنت رفت و تاریخ خواند.

## زندگی و مسیر شغلی
بعد از دانشگاه، جیمز در مدرسه فیلم و تلویزیون ملی در بکونزفیلد، دستیار مدیر استودیو شد. او درسال ۱۹۸۷ با نایل لئونارد فیلمنامه‌نویس ازدواج کرد و آن‌ها دو پسر نوجوان دارند. تا سال ۲۰۱۲، آن‌ها در «یک خانه معمولی قرمز در منطقه‌ای نه چندان باکلاس در غرب لندن» و نزدیک ایلینگ زندگی می‌کردند.

### سه‌گانه پنجاه سایه
جیمز می‌گوید ایده سه‌گانه پنجاه سایه در پاسخ به مجموعه رمان‌های خون‌آشامی گرگ و میش آغاز شد. در اواخر سال ۲۰۰۸، جیمز فیلم گرگ و میش را دید و بعد بشدت جذب رمان‌های این فیلم شد. او طی چند روز، چندین بار آن‌ها را خواند و سپس، برای اولین بار در زندگیش، نشست و کتابی نوشت که دراصل ادامه رمان‌های گرگ و میش بود. بین ژانویه و اوت ۲۰۰۹، او با موفقیت دو کتاب دیگر نیز نوشت. او می‌گوید آن زمان با فن فیکشن آشنا شد. پس رمان‌هایش را در قالب کیندل و با تخلص «اژدهای یخی ملکه‌های برفی» منتشر کرد. سپس در اوت ۲۰۰۹، شروع به نوشتن کتاب‌های «پنجاه سایه» کرد.
جیمز دربارهٔ موفقیت اولین کتابش می‌گوید: «انفجار علاقه به این کتاب مرا کاملاً غافلگیر کرد.» او سه‌گانه پنجاه سایه را به عنوان «بحران میانسالی خودش» می‌داند و می‌گوید «تمام فانتزی‌های من آنجاست، همین».
زمانی که هنوز در فن فیکشن دات نت فعال بود گفت: "من در ژانویه ۲۰۰۹ و بعد از پایان حماسه گرگ و میش شروع به نوشتن کردم و هنوز ادامه می‌دهم. من در اوت ۲۰۰۹ با فن فیکشن آشنا شدم. از آن زمان دو فیکشن نوشته‌ام و قصد دارم حداقل یک مورد دیگر هم بنویسم. بعد از آن… چه کسی می‌داند؟" در اوت ۲۰۱۳، در لیست فوربز دربارهٔ پردرآمدترین نویسندگان، جیمز به دلیل فروش سه‌گانه پنجاه سایه با درآمد ۹۵میلیون دلار درصدر جدول قرار گرفت. ۵میلیون دلار از این مبلغ متعلق به حقوق فیلم اقتباسی پنجاه طیف گری می‌باشد. در ۱ ژوئن ۲۰۱۵، جیمز خبر انتشار گری: پنجاه طیف گری به زبان کریستین را اعلام کرد. این کتاب در ۱۸ ژوئن ۲۰۱۵ منتشر شد.

## زندگی شخصی
جیمز رسماً یک مدیر اجرایی تلویزیون است.
جیمز همراه با سلبریتی‌هایی چون تام هیدلستون، جو برند، بندیکت کامبربچ و ریچل رایلی، کارت خودش برای خیریه بریتانیایی صندوق توماس کورام برای کودکان را طراحی و امضا کرد. این کمپین توسط شرکت هنری استمپین آپ ایجاد شد و کارت‌ها در می ۲۰۱۴ در ای بی به مزایده گذاشته شدند.

## جوایز و افتخارات
- ۲۰۱۲ تایم ۱۰۰ توسط مجله تایم , «۱۰۰ فرد بانفوذ جهان»[۱۶]
- ۲۰۱۲ هفته نامه ناشران «فرد انتشاراتی سال».[۱۷][۱۸]
- ۲۰۱۲ جایزه کتاب ملی (بریتانیا), "کتاب فیکشن محبوب سال", پنجاه سایه گری[۱۹]
- ۲۰۱۲ جازه کتاب ملی (بریتانیا), "کتاب سال", پنجاه سایه گری[۲۰]

## فیلم شناسی
| سال  | عنوان         | نکته(ها)   |
| ---- | ------------- | ---------- |
| ۲۰۱۵ | پنجاه طیف گری | تهیه کننده |